# Xerotricha renei
Xerotricha renei is een slakkensoort uit de familie van de Hygromiidae. De wetenschappelijke naam van de soort is voor het eerst geldig gepubliceerd in 1882 door Fagot.